# Wahlbezirk Tirol 6
Der Wahlbezirk Tirol 6 war ein Wahlkreis für die Wahlen zum Abgeordnetenhaus im österreichischen Kronland Tirol. Der Wahlbezirk wurde 1907 mit der Einführung der Reichsratswahlordnung geschaffen und bestand bis zum Zusammenbruch der Habsburgermonarchie.

## Geschichte
Nachdem der Reichsrat im Herbst 1906 das allgemeine, gleiche, geheime und direkte Männerwahlrecht beschlossen hatte, wurde mit 26. Jänner 1907 die große Wahlrechtsreform durch Sanktionierung von Kaiser Franz Joseph I. gültig. Mit der neuen Reichsratswahlordnung schuf man insgesamt 516 Wahlbezirke, wobei mit Ausnahme Galiziens in jedem Wahlbezirk ein Abgeordneter im Zuge der Reichsratswahl gewählt wurde. Der Abgeordnete musst sich dabei im ersten Wahlgang oder in einer Stichwahl mit absoluter Mehrheit durchsetzen. Der Wahlkreis Tirol 6 umfasste die Stadt Trient.
Aus der Reichsratswahl 1907 ging Augusto Avancini (Italienische Sozialdemokraten) als Sieger nach Stichwahl hervor. Bei der Reichsratswahl 1911 löste ihn sein Parteikollege Cesare Battisti ab, der sein Mandat infolge seiner Hinrichtung durch das Kriegsgericht in Trient am 12. Juli 1916 verlor.

## Wahlen

### Reichsratswahl 1907
Die Reichsratswahl 1907 wurde am 14. Mai 1907 (erster Wahlgang) sowie am 23. Mai 1907 (Stichwahl) durchgeführt.

#### Erster Wahlgang
| Kandidat                                                                    | Partei                                  | Wahlkreis- stimmen | Stimmen- anteil |
| --------------------------------------------------------------------------- | --------------------------------------- | ------------------ | --------------- |
| Augusto Avancini                                                            | Sozialdemokratische Partei des Trentino | 1578               | 45,2 %          |
| Enrico Conci                                                                | Trentiner Volkspartei                   | 957                | 27,4 %          |
| Antonio Tambosi                                                             | Italienisch nationale Partei            | 929                | 26,6 %          |
| Sonstige                                                                    |                                         | 27                 | 0,8 %           |
| Wahlberechtigte: 4789, Ungültige/Leere Stimmen: 47, Wahlbeteiligung: 73,9 % |                                         |                    |                 |

#### Stichwahl
| Kandidat                                                                    | Partei                                  | Wahlkreis- stimmen | Stimmen- anteil |
| --------------------------------------------------------------------------- | --------------------------------------- | ------------------ | --------------- |
| Augusto Avancini                                                            | Sozialdemokratische Partei des Trentino | 2140               | 62,7 %          |
| Enrico Conci                                                                | Trentiner Volkspartei                   | 1271               | 37,3 %          |
| Wahlberechtigte: 4789, Ungültige/Leere Stimmen: 26, Wahlbeteiligung: 71,8 % |                                         |                    |                 |

### Reichsratswahl 1911
Die Reichsratswahl 1911 wurde am 13. Juni 1911 sowie am 20. Juni 1911 (Stichwahl) durchgeführt.

#### Erster Wahlgang
| Kandidat                                                                     | Partei                                  | Wahlkreis- stimmen | Stimmen- anteil |
| ---------------------------------------------------------------------------- | --------------------------------------- | ------------------ | --------------- |
| Cesare Battisti                                                              | Sozialdemokratische Partei des Trentino | 1456               | 38,5 %          |
| Giuseppe Cappeletti                                                          | Italienische Christlichsoziale Partei   | 1343               | 35,5 %          |
| Giuseppe Onestinghel                                                         | Italienisch nationalliberale Partei     | 979                | 25,9 %          |
| Sonstige                                                                     |                                         | 6                  | 0,2 %           |
| Wahlberechtigte: 5.425, Ungültige/Leere Stimmen: 30, Wahlbeteiligung: 70,3 % |                                         |                    |                 |

#### Stichwahl
| Kandidat                                                                    | Partei                                  | Wahlkreis- stimmen | Stimmen- anteil |
| --------------------------------------------------------------------------- | --------------------------------------- | ------------------ | --------------- |
| Cesare Battisti                                                             | Sozialdemokratische Partei des Trentino | 2105               | 55,3 %          |
| Giuseppe Cappeletti                                                         | Italienische Christlichsoziale Partei   | 1704               | 44,7 %          |
| Wahlberechtigte: 5425, Ungültige/Leere Stimmen: 18, Wahlbeteiligung: 70,5 % |                                         |                    |                 |